# Caloptilla lutescens
Caloptilla lutescens är en insektsart som först beskrevs av Walker, F. 1870.  Caloptilla lutescens ingår i släktet Caloptilla och familjen gräshoppor. Inga underarter finns listade i Catalogue of Life.